# Pilar de 4

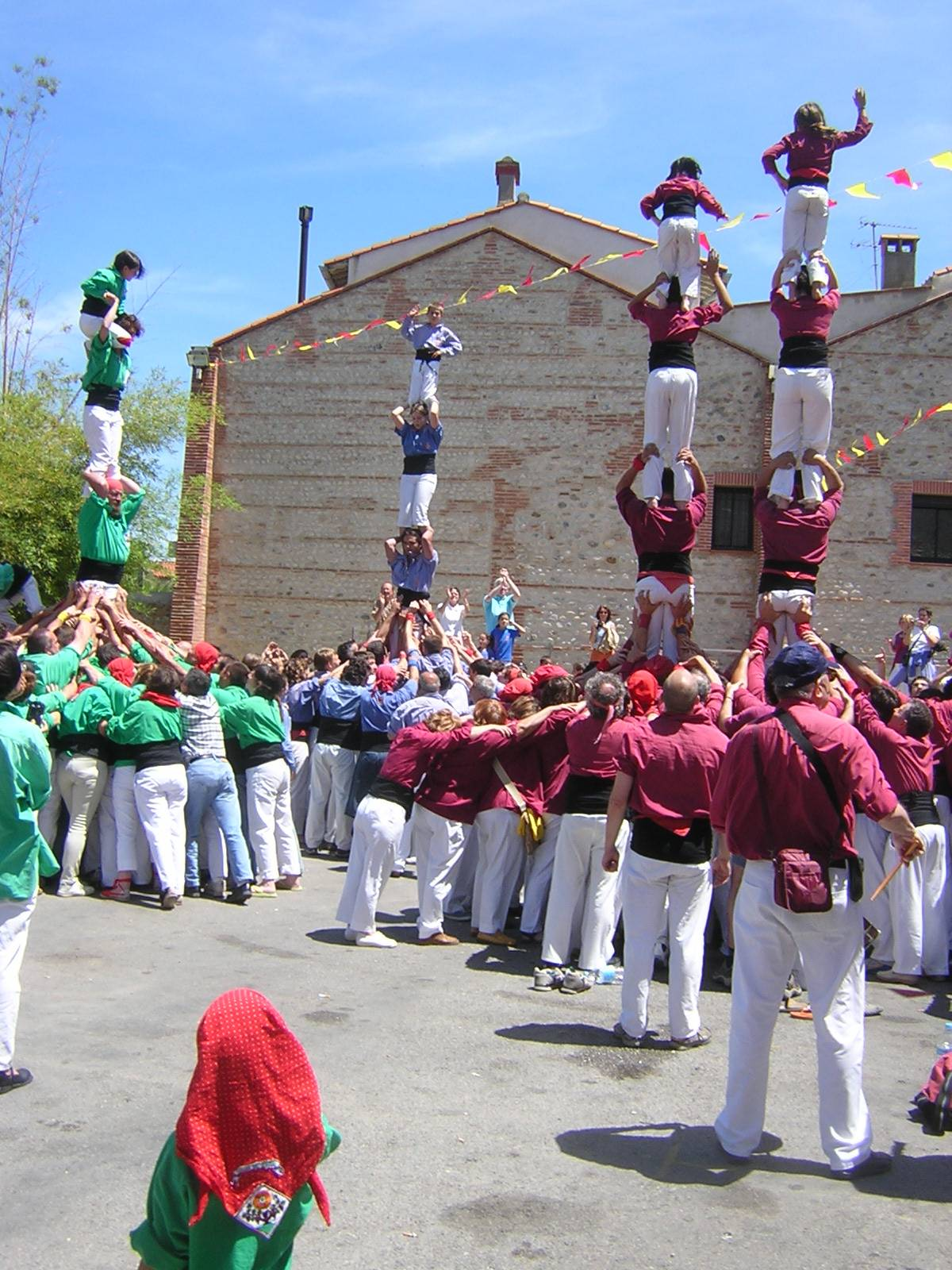
Pilars de 4 a la Trobada castellera Identi'Cat, celebrada a Bao l'any 2005.

El pilar de 4 és un castell de 4 pisos d'alçada i un casteller per pis. Per la seva dificultat, és un castell que es pot enquadrar dins dels castells de la gamma bàsica de 6, i és el pilar més senzill que s'acostuma a veure en les actuacions castelleres. Aquest castell normalment es realitza a l'inici o al final de les actuacions com a salutació a la plaça.
Sol ser el pilar que es fa caminar, girar, rodar i amb el qual es pugen escales. També és un pilar habitual de cercaviles i matinades. Per a moltes colles noves és un dels primers castells amb el qual s'han presentat a la plaça.
El fet de posar-hi un pis més (pilar de 5) representa un salt qualitatiu important. Així, hi ha colles de castells de set que no tenen consolidat el pilar de 5 que el substitueixen pel de 4.

## Variants
El pilar de 4 té diverses variants:

### Aixecat per sota
El pilar de 4 aixecat per sota és una variant del pilar de 4 en la qual els membres de la pinya aixequen a pols els castellers que integren el pilar des de la base del castell i en ordre invers a la tècnica normal, començant per l'enxaneta i acabant pel baix. La pinya és molt similar a la d'un pilar normal amb la diferència que es fa sense crosses. La pinya està formada per una agulla, un contrafort, dues rengles (una darrere i una altra davant), dues rengles de vents i quatre de laterals. Un cop carregat, es pot descarregar amb la tècnica normal o bé baixant-lo per sota.
Un altre dels pilars bàsics que s'aixeca per sota és el pilar de 5. Amb un pis més, el pilar de 6 aixecat per sota esdevé d'una dificultat molt més elevada, i és un pilar molt inusual al món casteller.

### Al balcó
Es basteix un pilar de 4 just a sota del balcó de l'ajuntament i, des del balcó i amb l'ajuda d'una faixa, l'enxaneta (i en moltes ocasions també l'acotxador) del pilar es fan pujar al balcó de l'ajuntament agafats a la faixa per saludar el públic. La resta del castell es descarrega de forma habitual. En moltes ocasions el pilar es basteix en el centre de la plaça i es fa caminar unes passes fins a arribar al balcó de l'ajuntament. També és habitual fer un pilar de 5 al balcó. Quan es carrega aquesta construcció és habitual que els grallers interpretin una variant del toc de castells anomenada "toc de castells amb pilar al balcó".

### Caminant
Una de les variants més comunes del pilar de 4 és fer-lo caminar per entrar a plaça. A diferència d'un pilar de 4 normal, en un pilar de 4 caminant la pinya s'alleugereix per tal de donar mobilitat al baix, el qual prescindeix de les dues crosses i el contrafort. L'agulla, situada davant del baix, l'agafa com en una torre però amb els dos braços per sota dels de l'altre –en lloc de tenir-ne un per dins i un per fora–, fent força amb els colzes cap amunt per tal d'oferir un punt de suport al baix. Normalment només es fa amb dos cordons, és a dir, amb dues persones a cada rengla de la pinya, i mentrestant la resta de gent volta el pilar.
Aquest pilar, igual que el pilar de 5 caminant, s'acompanya amb dues peces combinades: el "toc de castells" i el "toc d'entrada a plaça". El toc de castells sona mentre es basteix i es carrega el castell, en aquest moment comença el "toc d'entrada a plaça" que sona mentre el pilar va caminant fins que s'atura i finalment torna a sonar el toc de castells quan l'enxaneta comença a baixar. En algunes ocasions, en comptes del toc d'entrada a plaça es fa servir el "toc de castells amb pilar al balcó" encara que pròpiament no es porti cap a un balcó, o fins i tot el "toc de processó".
La nomenclatura moderna d'aquesta construcció és Pde4cam, Pd4cam o P4cam.

### Pujant i baixant escales
En alguns casos la tradició de fer caminar un pilar de 4 pujant o baixant escales està molt arrelada. El cas més destacat és el del dia de la Mercè a les Festes de Santa Tecla de Tarragona on les colles de la ciutat fan pujar i baixar un pilar de 4 per les escales que porten a la Catedral de Tarragona i després porten el castell caminant fins al balcó de l'ajuntament on l'enxaneta és recollida per les autoritats.
Un altre pilar destacat per la seva espectacularitat és el caminat pels Marrecs de Salt als 90 graons de l'escalinata de la Catedral de Girona el dia de Tots Sants dins els actes de les Fires i Festes de Sant Narcís.

### De dol
El pilar de dol es realitza sense la música de les gralles amb motiu de dol.

### Net
El pilar de 4 net, o pilar de 4 sense pinya, és una variant del pilar de 4 normal que es fa sense el suport de la pinya al baix i el segon. Com la resta de castells sense pinya, es tracta d'un castell que no se sol veure gaire a les places, ja que normalment les colles el fan a l'assaig com a prova prèvia de tronc i canalla per fer el pilar de 5, el mateix castell amb un pis superior. Normalment, mentre els castellers de tronc van pujant, els castellers de pinya volten el castell amb els braços enlaire però sense agafar, preparats per subjectar-los si fos necessari en qualsevol moment.

### Amb folre
Hi ha colles que algun cop han fet el pilar de 4 amb folre. Aquest tipus de construcció se sol bastir únicament amb la canalla de la colla (folre, segon, terç i enxaneta), excepte la pinya, que és feta pels membres adults de la colla. Sovint es fa com a diversió o entreteniment, per fer pujar canalla que normalment no puja als castells, etc.

### Simultanis

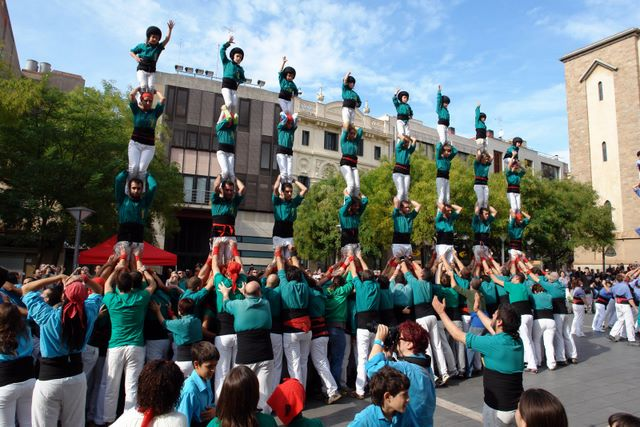
8 pilars de 4 simultanis fets pels Castellers de Sabadell en la XVIII Diada dels Saballuts. (2011)

En ser un castell molt bàsic, sovint les colles fan més d'un pilar de quatre alhora. El més freqüent és fer-ne dos o tres de simultanis, però algunes colles tenen la tradició de construir molts pilars de quatre en algunes actuacions especials.

### Vanos
S'anomena vano la construcció simultània de pilars alineats i amb diferents alçades situats esglaonadament en forma triangular. En un vano de 5 i en un vano de 6 complet s'utilitzen dos pilars de quatre als extrems laterals per tal d'obtenir aquesta aparença.

## Castells que incorporen el pilar de quatre
A més a més dels vanos i de la construcció de pilars simultanis, el pilar de quatre forma part dels castells de sis pisos construïts amb la tècnica de l'agulla al mig. Per tal que la construcció d'aquests castells sigui vàlida, el pilar central ha de quedar totalment visible quan es desmunta l'estructura externa del castell. Els castells de sis pisos amb el pilar de quatre al mig construïts habitualment són el 4 de 6 amb l'agulla i el 3 de 6 amb l'agulla. Recentment també s'han realitzat el 5 de 6 amb l'agulla i el 7 de 6 amb dues agulles.